# Episodi di June Allyson Show (prima stagione)
La prima stagione della serie televisiva June Allyson Show (The DuPont Show with June Allyson) è andata in onda negli Stati Uniti dal 21 settembre 1959 al 2 maggio 1960 sulla CBS.
| nº | Titolo originale           | Prima TV USA      | Titolo italiano           | Prima TV Italia |
| -- | -------------------------- | ----------------- | ------------------------- | --------------- |
| 1  | Ruth and Naomi             | 21 settembre 1959 |                           |                 |
| 2  | Dark Morning               | 28 settembre 1959 | Giornata nera             |                 |
| 3  | The Opening Door           | 5 ottobre 1959    |                           |                 |
| 4  | A Summer's Ending          | 12 ottobre 1959   |                           |                 |
| 5  | The Tender Shoot           | 19 ottobre 1959   |                           |                 |
| 6  | The Pledge                 | 26 ottobre 1959   |                           |                 |
| 7  | Love Is a Headache         | 2 novembre 1959   | L'amore è un mal di testa |                 |
| 8  | Child Lost                 | 16 novembre 1959  |                           |                 |
| 9  | Night Out                  | 23 novembre 1959  | Una serata fuori          |                 |
| 10 | The Girl                   | 30 novembre 1959  |                           |                 |
| 11 | The Wall Between           | 7 dicembre 1959   |                           |                 |
| 12 | The Crossing               | 14 dicembre 1959  | La crociera               |                 |
| 13 | No Place to Hide           | 21 dicembre 1959  |                           |                 |
| 14 | Suspected                  | 28 dicembre 1959  |                           |                 |
| 15 | Edge of Fury               | 4 gennaio 1960    | Sull'orlo della Furia     |                 |
| 16 | The Trench Coat            | 11 gennaio 1960   |                           |                 |
| 17 | The Way Home               | 18 gennaio 1960   |                           |                 |
| 18 | Moment of Fear             | 25 gennaio 1960   | Un attimo di paura        |                 |
| 19 | So Dim the Light           | 1º febbraio 1960  |                           |                 |
| 20 | Trial by Fear              | 8 febbraio 1960   |                           |                 |
| 21 | Threat of Evil             | 15 febbraio 1960  |                           |                 |
| 22 | Escape                     | 22 febbraio 1960  | La fuga                   |                 |
| 23 | Piano Man                  | 29 febbraio 1960  |                           |                 |
| 24 | Sister Slugger             | 14 marzo 1960     |                           |                 |
| 25 | The Blue Goose             | 21 marzo 1960     | L'oca azzurra             |                 |
| 26 | Once Upon a Knight         | 28 marzo 1960     |                           |                 |
| 27 | Slip of the Tongue         | 11 aprile 1960    |                           |                 |
| 28 | Surprise Party             | 18 aprile 1960    |                           |                 |
| 29 | The Doctor and the Redhead | 25 aprile 1960    |                           |                 |
| 30 | Intermission               | 2 maggio 1960     |                           |                 |

## Ruth and Naomi
- Prima televisiva: 21 settembre 1959
- Diretto da: Jack Smight
- Scritto da: Arthur A. Ross

### Trama
- Guest star: Wally Richard, Ann Harding (Naomi), Henry Hunter, June Allyson (Ruth), Wilma Francis, Peter Mark Richman (David)

## Dark Morning
- Prima televisiva: 28 settembre 1959

### Trama
- Guest star: Bette Davis (Sarah Whitney), Gail Bonney (Mrs. Zovanka), Leif Erickson (Andrew Middleton), Sandy Descher (Whitney Craig), Norman Leavitt (Howell)

## The Opening Door
- Prima televisiva: 5 ottobre 1959

### Trama
- Guest star: Scott Davey (Peter), Virginia Christine (madre), Melinda Plowman (Nancy), Irene Dunne (dottor Gina Kerstas), Claudia Bryar (dottor West), Harry Townes (Falk)

## A Summer's Ending
- Prima televisiva: 12 ottobre 1959

### Trama
- Guest star: Dick Powell (Paul Martin), June Allyson (se stessa, presentatrice / Sharon Foster), Les Tremayne (Vance), Frances Robinson (Enid), Johnny Washbrook (Chuck)

## The Tender Shoot
- Prima televisiva: 19 ottobre 1959

### Trama
- Guest star: Paul Carr (Gary Stevens), Edna Holland (Lizzie), Jan Norris (Janie Bowers), Ginger Rogers (Kay Neilson)

## The Pledge
- Prima televisiva: 26 ottobre 1959

### Trama
- Guest star: Rene Kroper (Jean-Marc), Don Keefer (dottore), Dewey Martin (Wes McAllen), Nora Marlowe (infermiera), Mark Allen (Kennedy), Ron Brogan (tenente), Mona Freeman (Sandra McAllen), Fred Holliday (Loader), Jean Olsen (Young Nurse)

## Love Is a Headache
- Prima televisiva: 2 novembre 1959

### Trama
- Guest star: Nico Minardos (Raoul), Rodolfo Hoyos Jr. (Joao), Ruggero Romor (Gaucho), Jacklyn O'Donnell (Hannah), Denise Alexander (Ellie), Pedro Gonzalez Gonzalez (Firmino), Akim Tamiroff (Tony)

## Child Lost
- Prima televisiva: 16 novembre 1959

### Trama
- Guest star: June Allyson (se stessa  - presentatrice / Vivian Wadron), Steve Brodie (sergente Lederman), Ron Howard (Wim Wegless), Kathleen Mulqueen (Mrs. Wegless)

## Night Out
- Prima televisiva: 23 novembre 1959

### Trama
- Guest star: Karen Green (Connie), June Allyson, Pat Carroll (Cherry), James Philbrook (uomo), Kevin Jones (Timmy), Ann Sothern (Martha)

## The Girl
- Prima televisiva: 30 novembre 1959

### Trama
- Guest star: Wesley Lau (Joseph Dunn), Parker Garvie (Smith), Jane Powell (Lois Walters), William Lundmark (Pete), Dan Barton (Mike Terry), James Coburn (Floyd), Ellen Corby (Mrs. Walters), Yvonne Craig (Annie), Jackie Russell (Madge)

## The Wall Between
- Prima televisiva: 7 dicembre 1959

### Trama
- Guest star: Leonidas Ossetynski (Rojo), John Mylong (Vlahos), Ted Stanhope (conducente), Erika Peters (Anna), Oscar Beregi Jr. (Sennig), Robert Carricart (Brohs), Art Lewis (Joe), Celia Lovsky (Mrs. Franiczek, Sr.), Kevin McCarthy (John Tourell), Frank Wilcox (Peterson)

## The Crossing
- Prima televisiva: 14 dicembre 1959

### Trama
- Guest star: Howard Petrie (Abbott), Dolores Hart (Elaine Abbott), Barry Sullivan (Richard Bradley), Chet Stratton (Jerry), Lurene Tuttle (Lillian)

## No Place to Hide
- Prima televisiva: 21 dicembre 1959

### Trama
- Guest star: Dal McKennon (Store Keeper), Robert Horton (Danny Barnes), Don Rickles (annunciatore), Debra Paget (Eve Barnes), Joey Scott (David)

## Suspected
- Prima televisiva: 28 dicembre 1959

### Trama
- Guest star: Regina Gleason (Evelyn), Ann Blyth (Martha), Robert Osterloh (Joe Tennuto), Gerald Mohr (tenente Frank Killian), Marjorie Bennett (Mavis), David Whorf (Martin Latham)

## Edge of Fury
- Prima televisiva: 4 gennaio 1960

### Trama
- Guest star: Barry McCrea (ufficiale), Ron Brogan (ufficiale), Larry Thor (Physicist), Dan O'Herlihy (David), June Allyson (Janet), Will J. White (Wrangler)

## The Trench Coat
- Prima televisiva: 11 gennaio 1960

### Trama
- Guest star: Don Shelton (Salesman), Charles Seel (Willy), Bill Walker (Washroom Attendant), Lyle Talbot (Mr. Anders), Phyllis Coates (Penny), John Hubbard (Bill), Ann McCrea (Ann), David Niven (Marcus Dodds), Midge Ware (Dirdra)

## The Way Home
- Prima televisiva: 18 gennaio 1960

### Trama
- Guest star: Kenneth Patterson (Ted), B.G. Norman (Jack), Alan Reed Jr. (George Barrett), Ronald Reagan (Alan Royce), Anne Bellamy (Miriam), Wilma Francis (Mildred), Robert Hyatt (Wally), Tommy Ivo (Benny), Kip King (Ward), Bethel Leslie (Anne Royce), Joseph Mell (Sam), Stafford Repp (Jesse)

## Moment of Fear
- Prima televisiva: 25 gennaio 1960

### Trama
- Guest star: Lyle Bettger (Phil Ross), Edgar Bergen (Charlie), Darryl Hickman (Donald), Harry Harvey (dottore), Stephen McNally (Jim)

## So Dim the Light
- Prima televisiva: 1º febbraio 1960

### Trama
- Guest star: Denny Niles (ragazzo), Lawrence Dobkin (Kurt Reynolds), Hank Patterson (Phillips), Tracy Olsen (Clare), June Allyson (Nancy Evans), Ray Boyle (Johnny), King Calder (Forbes), Robert Culp (Stuart Douglas), Mary Patton (Miss Sandberg)

## Trial by Fear
- Prima televisiva: 8 febbraio 1960

### Trama
- Guest star: Chubby Johnson (Robey), Chuck Connors (George Aswell), Vaughn Taylor (Artie Quint), Pippa Scott (Sally Aswell), Lee Van Cleef (Peak)

## Threat of Evil
- Prima televisiva: 15 febbraio 1960

### Trama
- Guest star: Robert Gist (Lennie Vale), Molly Dodd (May Vale), John Sebastian (Leader), Barry Nelson (Grant Decker), Fred Coby (Goodwin), Pat Crowley (Sylvia Decker), Mason Curry (Mr. Hummel), Garry Stafford (Ronnie)

## Escape
- Prima televisiva: 22 febbraio 1960

### Trama
- Guest star: Norman Leavitt (sceriffo), Brian Donlevy (John Ridges), Margaret O'Brien (Jean), Frank Lovejoy (Dave), Sylvia Sidney (Beulah)

## Piano Man
- Prima televisiva: 29 febbraio 1960

### Trama
- Guest star: June Allyson, Vic Damone (Stan Skylar), Patricia Huston (Julie Skylar), Jean Willes (Tory), Keenan Wynn (T.J.)

## Sister Slugger
- Prima televisiva: 14 marzo 1960

### Trama
- Guest star: Steven Jay (Tommy), Sara Haden (Mother Superior), Sean McClory (padre Ray), Theresa Lyons (suora), June Allyson (Sorella Mary Anne), Richard Correll (Timmy Manners), Donald Foster (padre Ryan), Don Rickles (lettore notiziario)

## The Blue Goose
- Prima televisiva: 21 marzo 1960

### Trama
- Guest star: Joseph Cotten (Dick Burlingame), John Newton (Tony Burgess), Susan Oliver (Judy), Mary Sinclair (Carol)

## Once Upon a Knight
- Prima televisiva: 28 marzo 1960

### Trama
- Guest star: James Mason (Henry Chambers), Jean Hagen (Elizabeth), Damian O'Flynn (professionista), Alvy Moore (conducente), Stanley Adams (Morris), James Burke (poliziotto), Helen Spring (Mrs. Larkin)

## Slip of the Tongue
- Prima televisiva: 11 aprile 1960

### Trama
- Guest star: Monica Keating (Susan McAllister), Jean Ingram (Maureen), William Schallert (tenente Barnes), Lillian Powell (Vivian), Rossano Brazzi (Julio), Michael Fox (Harvey), Virginia Grey (Connie), Chet Stratton (Don McAllister)

## Surprise Party
- Prima televisiva: 18 aprile 1960

### Trama
- Guest star: William Lally (Paul), Harry Jackson (Chuck), Gerald Mohr (Danny Roberts), Myrna Loy (Mary Sidney), Joan Banks (Jane), Whit Bissell (Henry), Susan Crane (Sylvia), Mark Goddard (Norman Tabor), Shepperd Strudwick (Stan Sidney)

## The Doctor and the Redhead
- Prima televisiva: 25 aprile 1960

### Trama
- Guest star: Dick Powell (dottor Timothy McVey), Paul Maxey (Knute Anderson), Mary Treen (Hazel), Regis Toomey (Harry), Felicia Farr (Sally Anderson), Herb Vigran (Art)

## Intermission
- Prima televisiva: 2 maggio 1960

### Trama
- Guest star: Eugene Borden (Pierre Gavrileau), Sandra Bonner (hostess), Byron Keith (capitano Knox), Russell Johnson (Hugh Grafton), June Allyson (Amy Lawrence), Fern Barry (Mrs. Fitch), Maya Van Horn (Mme. Gavrileau)